# Daniel Roseingrave
Daniel Roseingrave (c.1655 - Dublín, maig de 1727) va ser un organista i compositor d'origen anglès, principalment actiu a Dublín (Irlanda).
Roseingrave probablement provenia de la zona de Gloucester, on va ser organista a la catedral de Gloucester (1679–1681) i on més tard va enviar els seus fills a l'educació. Posteriorment es va convertir en organista a la catedral de Winchester (1682–1692) i a la catedral de Salisbury (1692–1698), i finalment a partir de 1698 a la catedral de Christ Church, Dublín i a la catedral de St Patrick, Dublín, que "va marcar l'inici d'un període de mig segle, quan la família Roseingrave va dominar l'escena musical a les catedrals de Dublín." Va romandre organista a Christ Church fins a la seva mort a Dublín el 1727; a St Patrick's el seu fill Ralph es va unir a ell des de 1719.
Va compondre alguna música d'església, inclòs un himne en vers, Senyor, ets benigne. Sovint es confonen les seves obres amb les dels seus fills; l'any 2014 s'estava preparant un desenreda-ment de les obres dels diferents Roseingraves d'Irlanda.
Els seus fills Thomas Roseingrave i Ralph Roseingrave van ser també compositors i organistes.